# 九十九王子 (海南市)
本項目では、和歌山県海南市内に所在する九十九王子（くじゅうくおうじ）について述べる。

## 九十九王子とは
詳細は九十九王子を参照
九十九王子（くじゅうくおうじ）とは、熊野古道、特に紀伊路沿いに在する神社のうち、主に12世紀から13世紀にかけて、皇族・貴人の熊野詣に際して先達をつとめた熊野修験の手で急速に組織された一群の神社をいい、参詣者の守護が祈願された。
しかしながら、1221年（承久3年）の承久の乱以降、京からの熊野詣が下火になり、そのルートであった紀伊路が衰退するとともに、荒廃と退転がすすんだ。室町時代以降、熊野詣がかつてのような卓越した地位を失うにつれ、この傾向はいっそう進み、近世紀州藩の手による顕彰も行なわれたものの、勢いをとどめるまでには至らなかった。さらに、明治以降の神道の国家神道化とそれに伴う合祀、市街化による廃絶などにより、旧社地が失われたり、比定地が不明になったものも多い。
本記事では、これら九十九王子のうち、比定地が和歌山県海南市内にある王子を扱う。

## 九十九王子
海南市内の九十九王子は9社。

### 松坂王子

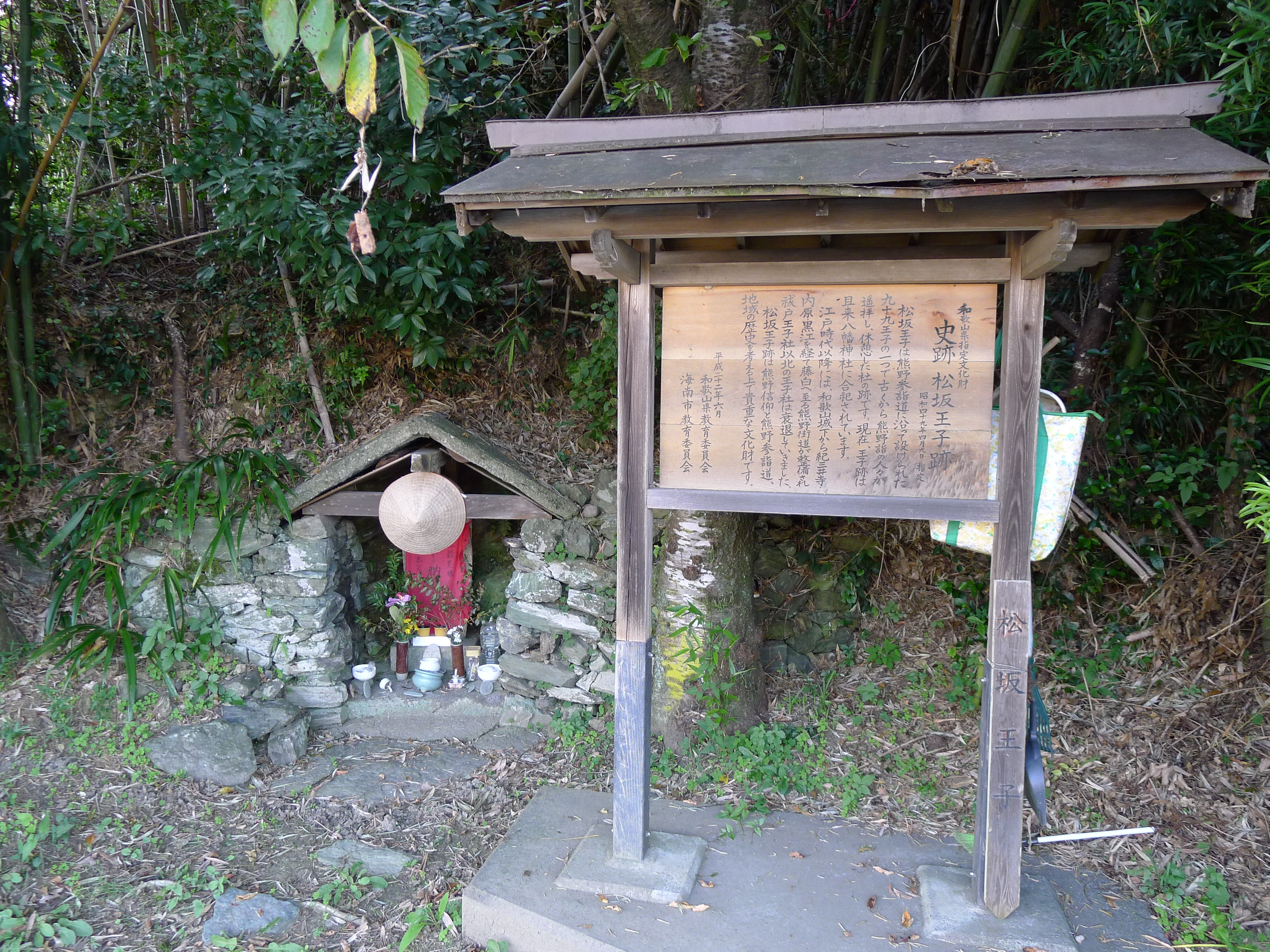
松坂王子

松坂王子（まつさかおうじ）跡地は、奈久知王子から南下し、亀ノ川を渡って県道に突き当たる辺りにある。「熊野道之間愚記」（『明月記』所収）建仁元年（1201年）10月8日条に「次参松坂王子」とある。『民経記』承元4年（1210年）4月24 日条には「大野坂王子」、文明5年（1474年）の『王子記』では「小野坂王子」と記されるが、道順から松坂王子のことと推定されている。寛文年間にはすでに近隣の八幡神社の末社の内に退転したとあり、現在地の庚申塚は、別のところから跡地に移されたものと伝えられる。県指定史跡（1974年〈昭和49年〉4月9日指定）。
- 所在地 - 海南市旦来1226-1

### 松代王子

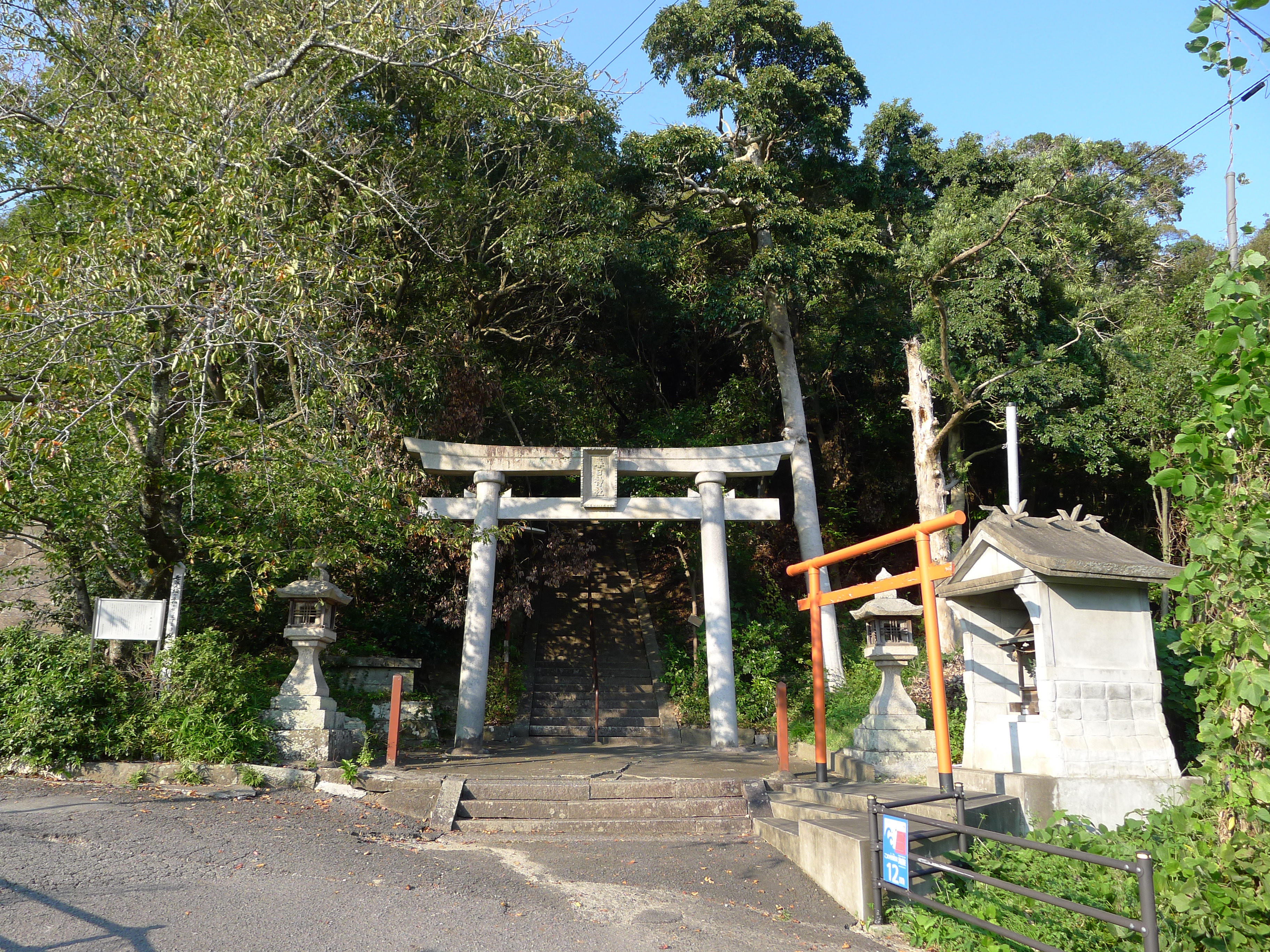
松代王子跡（春日神社）

松代王子（まつしろおうじ）は、松坂王子から県道を南下して古道に入り、日方川沿いに進んで松代橋の傍らにある説明板と道標を手がかりに、山道に 200メートルほどわけ入ったところに緑泥片岩の石碑が建てられているあたりに比定される。「熊野道之間愚記」建仁元年（1201年）10月8日条、『民経記』承元4年（1210年）4月24日条に「松代」と記される。この石碑は紀州藩の藩命で建てられたもので、表面に松代王子の刻字がある。しかし、中世熊野参詣期の所在地は、社家をつとめた出口氏邸のあった春日山の西麓だったと伝えられる。1909年（明治42年）に春日神社（海南市大野中）に合祀された。県指定史跡（1958年 〈昭和33年〉4月1日指定）。
- 所在地 - 海南市大野中1055

### 菩提房王子
菩提房王子（ぼだいぼうおうじ）は、松代王子から古道に戻り、春日橋で日方川を越えて蓮花寺を過ぎた辺りにある。「熊野道之間愚記」建仁元年（1201年）10月8日条、『民経記』承元4年（1210年）4月24日条に「松代」と記される。1942年（昭和17年）の『和歌山県聖蹟』では、4～5点の小さな石塔や石仏が置かれていると述べられている。江戸時代後期に紀州藩が編纂した地誌『紀伊続風土記』にこの王子についての廃跡との記述があり、早い時期に退転したものと見られる。
- 所在地 - 海南市大野中95

### 祓戸王子

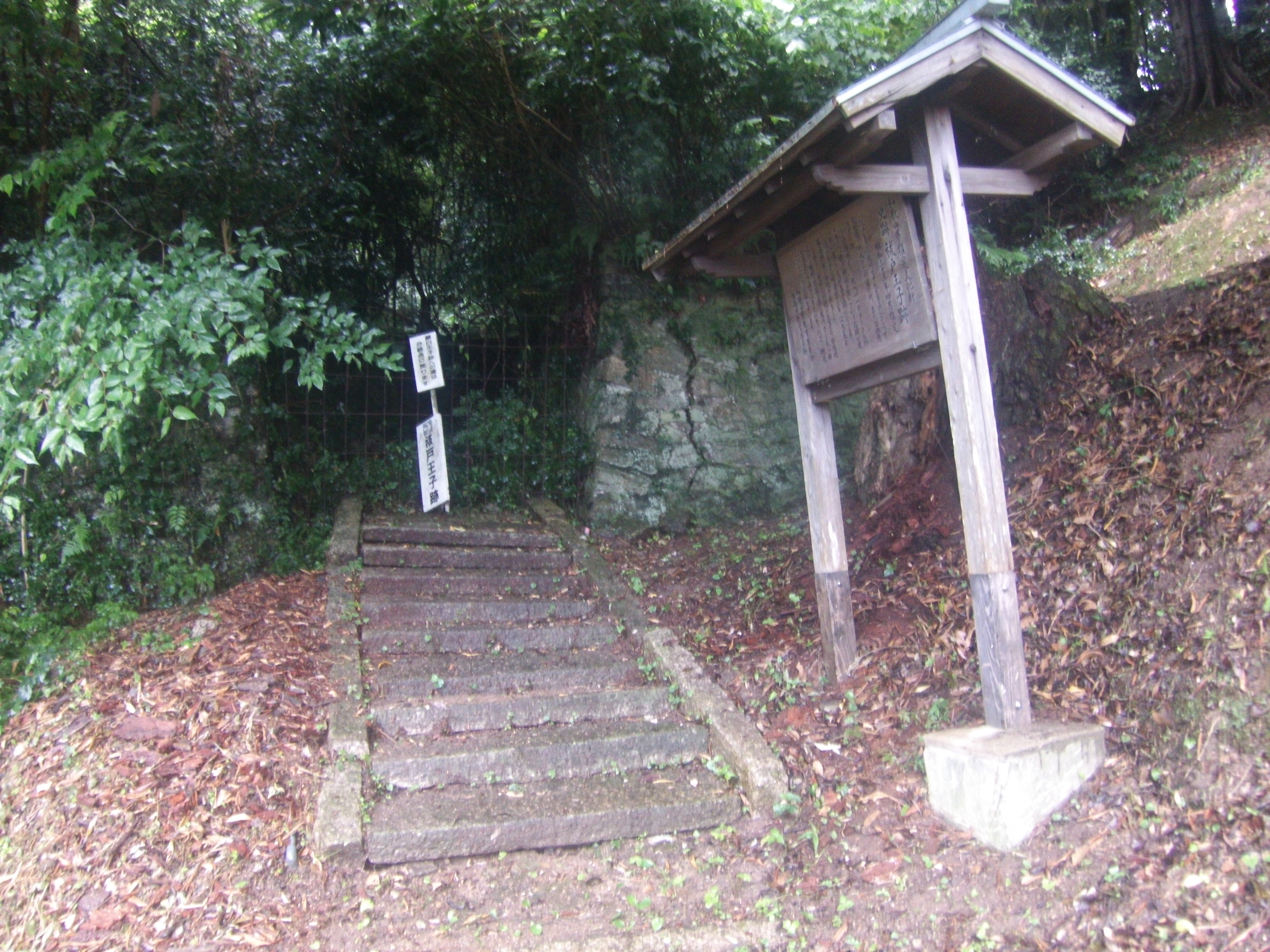
祓戸王子跡

祓戸王子（はらいどおうじ、はらえどおうじ）跡は、菩提房王子から西へ進み、紀勢本線の線路の手前を南に折れて、如来寺裏手斜面にある墓地の中を通り、頂上を越したところに碑がある。街道からだいぶ離れた場所にあるが、かつてはもっと街道よりの麓近くにあったといわれ、地元の伝承によれば如来寺の隣地であったという。1873年（明治6年）に村社に列格された当時は小さいながら社殿があり、1873年（明治6年）付の記録によれば境内288坪とあるが、1909年（明治 42年）に藤白神社に合祀され、跡地には碑が建てられた。
「熊野道之間愚記」の建仁元年（1201年）10月8日条には祓戸王子の名で記載が見られるが、藤原経光の参詣記（『民経記』所収）承元4年（1210年）4 月24日条には鳥居王子、仁和寺蔵の『熊野縁起』（正中3年〈1326年〉）には大鳥居王子と記されている。室町時代以降はもっぱら鳥居神社の名で呼ばれたと見られ、禅林寺文書や『紀伊続風土記』にも鳥居王子との言及がある。
この辺りの地名を鳥居と称する。古くは熊野一ノ鳥居があった場所と考えられており、聖域に入る直前に身を清める潔斎所であったようだが、鳥居は天文18年（1549年）に失われたという。熊野本宮大社のすぐ手前にある同名の王子（祓戸王子）も同様の役割を担っていた。今日では、藤白王子の二ノ鳥居の傍らに熊野一の鳥居と刻まれた石碑が設置され、祓戸王子を顕彰している。県指定史跡（1958年〈昭和33年〉4月1日指定）。
- 所在地 - 海南市鳥居257-1

### 藤代王子

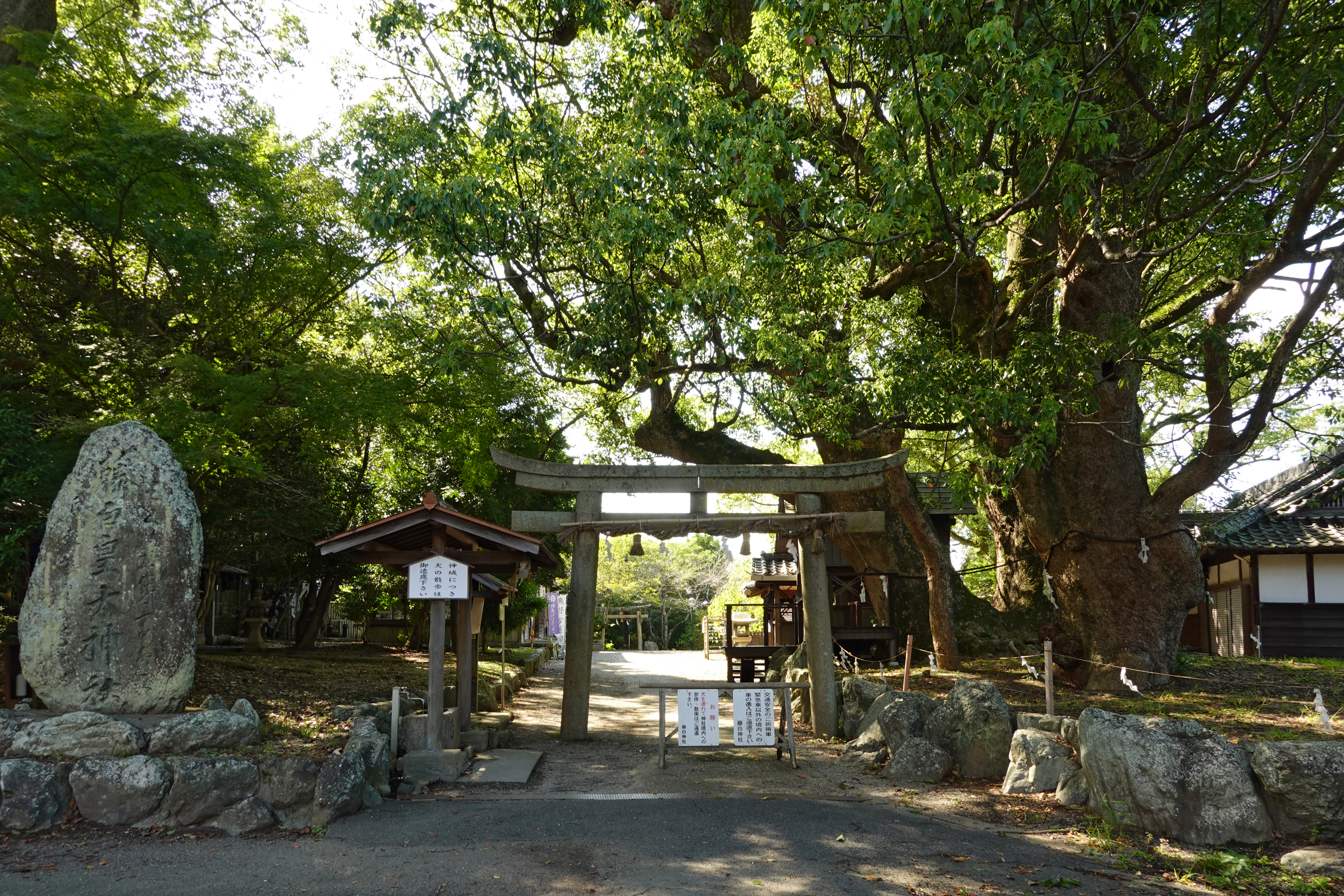
藤代王子

藤代王子（藤白王子）については藤白神社を参照

### 藤白塔下王子

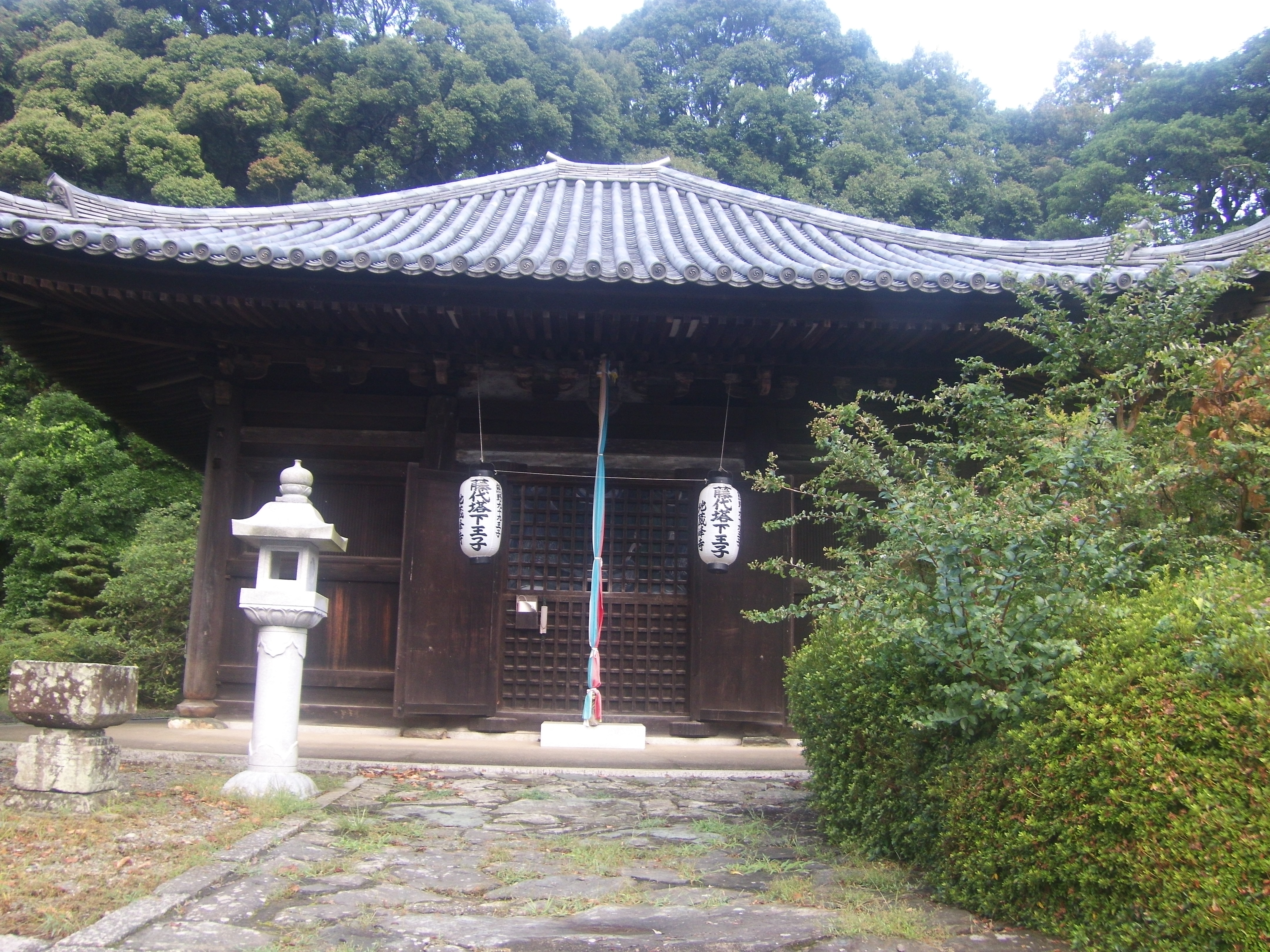
藤白塔下王子

藤白塔下王子（ふじしろとうげおうじ、藤白峠王子とも）は、藤白神社の裏手の有間皇子の万葉歌碑から、藤白山に登る坂道（藤白坂）に取り付き、山頂にある無住寺、地蔵峰寺の境内に跡地がある。
藤白坂の路傍には町石がわりの丁石地蔵が祀られている。これらは江戸時代に海南の専念寺住持であった全長が建てたものと伝えられ、旅人の安全を祈念したものだという。境内には石碑があるが、遺物は遺されておらず竹薮があるばかりである。1909年（明治42年）に橘本王子神社に合祀されるまでは、若一王子神社と称され、祠もあったという。地蔵峰寺の背後にある山頂には、御所ノ芝という展望所があり、そこからの眺望は『紀伊名所図会』や「熊野道之間愚記」にも絶景として讃えられている。県指定史跡（1974年〈昭和49年〉4月9日指定）。
- 所在地 - 海南市下津町橘本1615

### 橘本王子

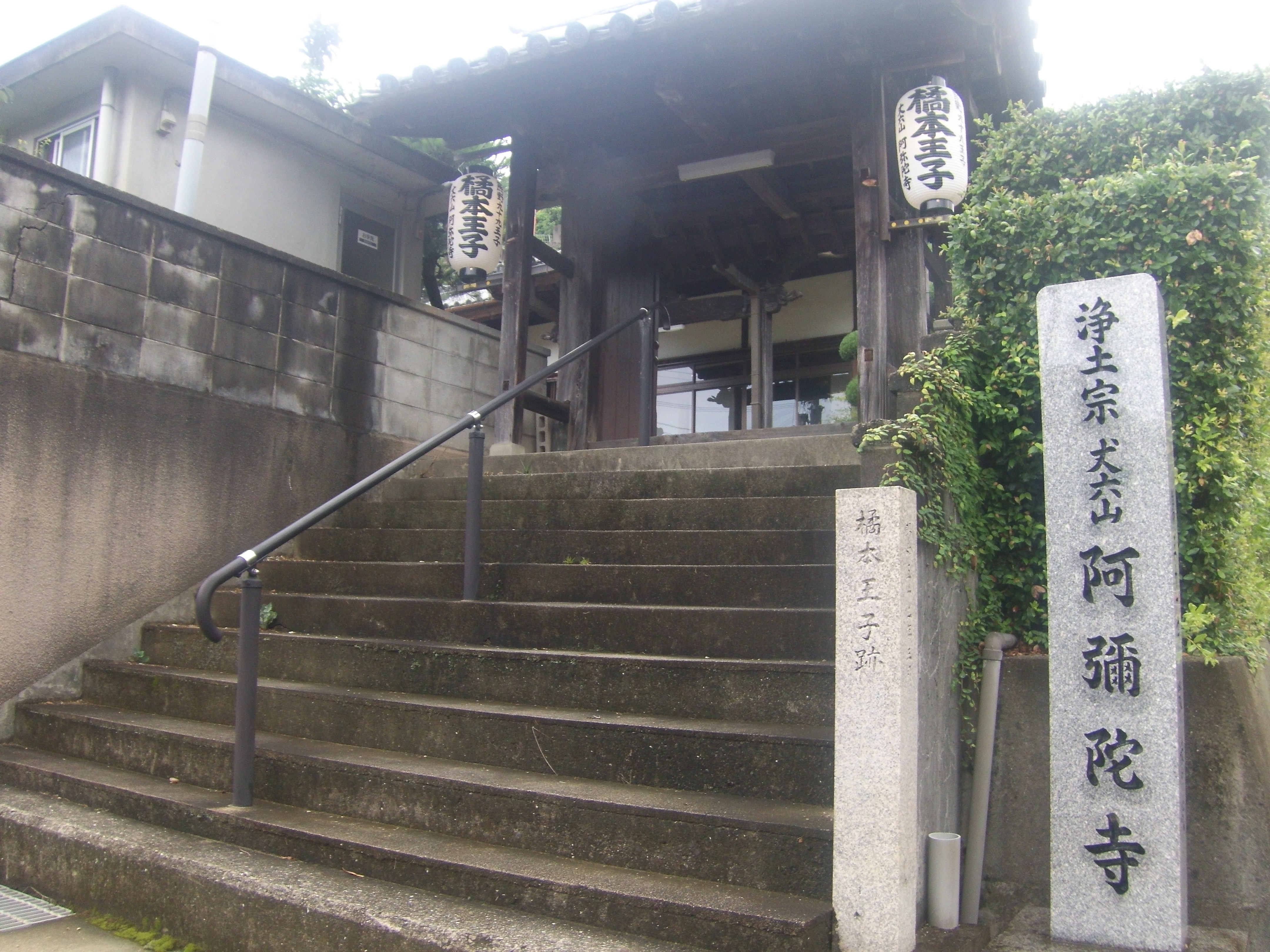
橘本王子跡（阿弥陀寺）

橘本王子（きつもとおうじ）跡地へは、地蔵峰寺を後にし、ミカン畑の中を貫く古道をたどって道標に従って着く阿弥陀寺の境内にある。
阿弥陀寺の境内に橘本王子があったと伝えられるが、遺構らしきものは見られない。境内にはかつて橘の木があり、代々植え次がれてきたともいうが1940年前後に枯死したという。紛らわしいのだが、橘本王子と現在の橘本神社とは別の神社で、橘本王子は橘本神社に合祀されている。県指定史跡（1974年〈昭和49年〉4月9日指定）。
- 所在地 - 海南市下津町橘本1084-2

### 所坂王子
所坂王子については橘本神社を参照

### 一壷王子

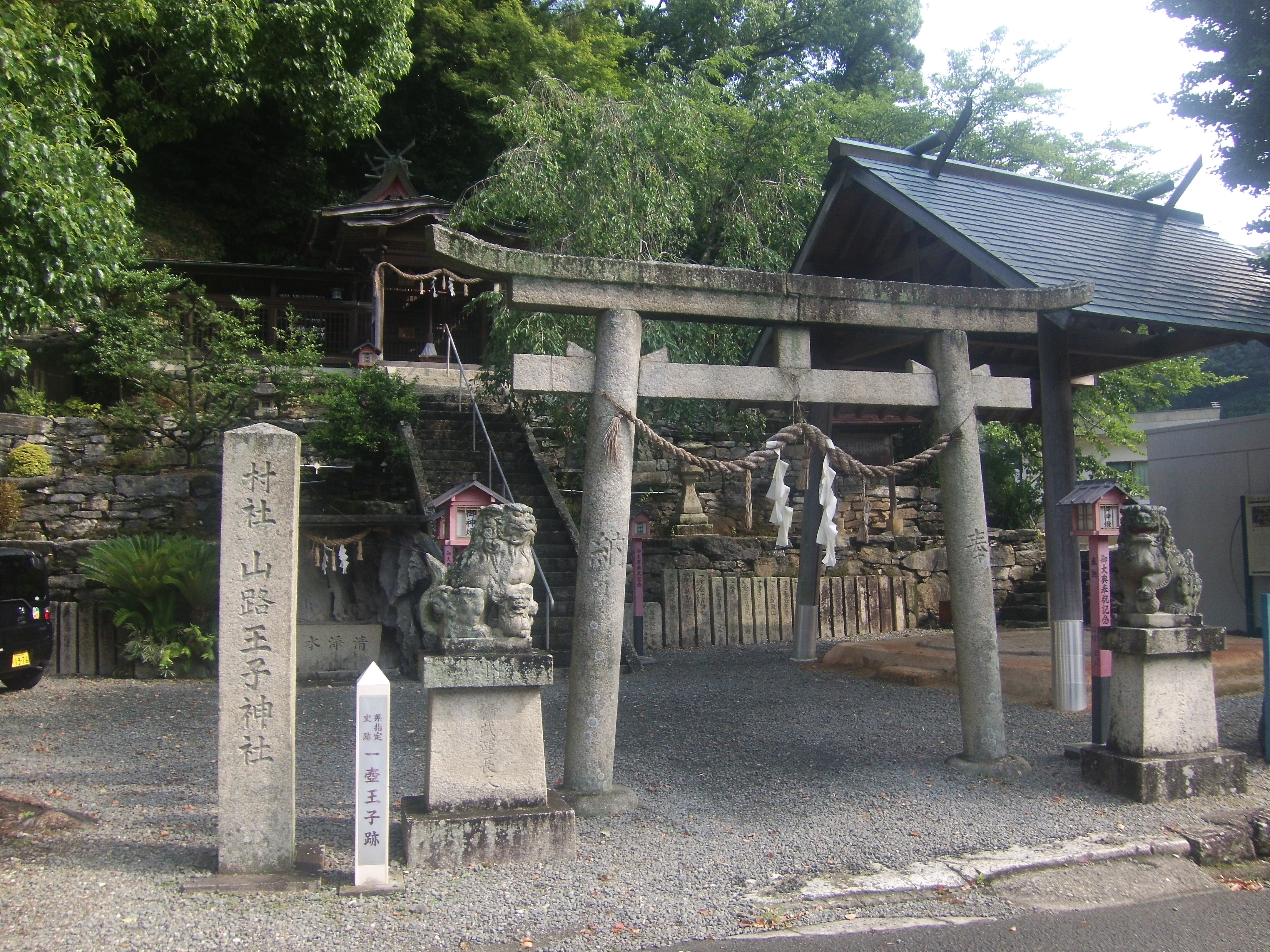
一壷王子跡（川路王子神社）

一壷王子（いちのつぼおうじ、いちつぼおうじ）は、市坪川沿いの古道をさらに南下したところにある山路王子神社の境内が旧址である。山路王子神社は秋の例大祭でおこなわれる奉納花相撲（「泣き相撲」とも。県無形民俗文化財、1974年〈昭和49年〉12月9日指定）や獅子舞（県指定無形民俗文化財、1974年〈昭和49年〉12月9日指定）で知られる。
かつて別当寺院として瑠璃山安養寺という寺院があったと伝えられ、その名残の鐘楼があるが、梵鐘は第二次世界大戦中の金属供出で失われたままである。緑泥片岩の石垣を4段に積み上げた中央に階段があり、最上部に社殿があり、先の橘本神社と似ている。県指定史跡（1958年〈昭和33年〉4月1日指定）。
- 所在地 - 海南市下津町市坪269

## 注
1. 1 2 3  「角川日本地名大辞典」編纂委員会[1985: 956]
2. 1 2  長谷川[2007: 64]
3. ↑  西[1987: 102]
4. 1 2 3 4 5 6  “県指定文化財・記念物”.   和歌山県教育委員会. 2009年4月9日閲覧。
5. ↑  長谷川[2007: 66]
6. ↑  西[1987: 103]
7. ↑  「角川日本地名大辞典」編纂委員会[1985: 944]
8. ↑  西[1987: 104]
9. ↑  長谷川[2007: 67]
10. 1 2  長谷川[2007: 68]
11. ↑  西[1987: 105]
12. 1 2 3  平凡社[1997: 682]
13. ↑  長谷川[2007: 69]
14. 1 2 3  西[1987: 107]
15. 1 2  長谷川[2007: 73]
16. ↑  西[1987: 108]
17. ↑  長谷川[2007: 74]
18. ↑  “山路王子神社の奉納花相撲”.   海南市教育委員会. 2009年4月9日閲覧。
19. 1 2  “県指定文化財・民俗文化財”.   和歌山県教育委員会. 2009年4月9日閲覧。
20. ↑  “山路王子神社の奉納獅子舞”.   海南市教育委員会. 2009年4月9日閲覧。
21. ↑  “和歌山県指定無形民俗文化財 山路王子神社の獅子舞”.   財団法人地域創造. 2009年12月19日閲覧。
22. 1 2  長谷川[2007: 75]